# 固定低音
固定低音（ground bass，或意大利语的basso ostinato，又譯顽固低音），是指一組在音樂中反覆出現的低音組，低音部不断重复一些短小的主题动机，或者完全重复一个固定的旋律。
頑固低音的技法是指在作品中從頭到尾反覆著相同的低音組，通常在固定低音变奏曲中使用。巴洛克時期舞曲中的夏康舞曲（恰空，Chaconne）以及帕夏卡利亞（帕萨卡里亚，Passacaglia），就是一種類似頑固低音變奏曲的技法編寫的作品。固定低音使用最為最著名的樂曲是巴洛克時期作曲家帕海貝爾所作的卡農